# 27. Kanadisches Kabinett
Das 27. Kanadische Kabinett (engl. 27th Canadian Ministry, franz. 27e conseil des ministres du Canada) regierte Kanada vom 12. Dezember 2003 bis zum 5. Februar 2006. Dieses von Premierminister Paul Martin angeführte Kabinett bestand aus Mitgliedern der Liberalen Partei.

## Minister
| Amt                                                              | Name                             | Zeitraum                                                              |
| ---------------------------------------------------------------- | -------------------------------- | --------------------------------------------------------------------- |
| Premierminister                                                  | Paul Martin                      | 12. Dezember 2003 – 5. Februar 2006                                   |
| Vize-Premierminister                                             | Anne McLellan                    | 12. Dezember 2003 – 5. Februar 2006                                   |
| Außenminister                                                    | William Graham Pierre Pettigrew  | 12. Dezember 2003 – 19. Juli 2004 20. Juli 2004 – 5. Februar 2006     |
| Justizminister und Attorney General                              | Irwin Cotler                     | 12. Dezember 2003 – 5. Februar 2006                                   |
| Verteidigungsminister                                            | David Pratt William Graham       | 12. Dezember 2003 – 19. Juli 2004 20. Juli 2004 – 5. Februar 2006     |
| Finanzminister                                                   | Ralph Goodale                    | 12. Dezember 2003 – 5. Februar 2006                                   |
| Minister für nationale Einkünfte                                 | Stanley Keyes John McCallum      | 12. Dezember 2003 – 19. Juli 2004 12. Juli 2004 – 5. Februar 2006     |
| Minister für internationalen Handel                              | Jim Peterson                     | 12. Dezember 2003 – 5. Februar 2006                                   |
| Verkehrsminister                                                 | Tony Valeri Jean Lapierre        | 12. Dezember 2003 – 19. Juli 2004 20. Juli 2004 – 5. Februar 2006     |
| Umweltminister                                                   | David Anderson Stéphane Dion     | 12. Dezember 2003 – 19. Juli 2004 20. Juli 2004 – 5. Februar 2006     |
| Arbeitsminister                                                  | Claudette Bradshaw Joe Fontana   | 12. Dezember 2003 – 19. Juli 2004 20. Juli 2004 – 5. Februar 2006     |
| Gesundheitsminister                                              | Pierre Pettigrew Ujjal Dosanjh   | 12. Dezember 2003 – 19. Juli 2004 20. Juli 2004 – 5. Februar 2006     |
| Minister für das kanadische Kulturgut                            | Hélène Scherrer Liza Frulla      | 12. Dezember 2003 – 19. Juli 2004 20. Juli 2004 – 5. Februar 2006     |
| Minister für Landwirtschaft und Lebensmittel                     | Robert Speller Andrew Mitchell   | 12. Dezember 2003 – 19. Juli 2004 20. Juli 2004 – 5. Februar 2006     |
| Minister für Fischerei und Ozeane                                | Geoff Regan                      | 12. Dezember 2003 – 5. Februar 2006                                   |
| Minister für natürliche Ressourcen                               | John Efford                      | 12. Dezember 2003 – 5. Februar 2006                                   |
| Industrieminister                                                | Lucienne Robillard David Emerson | 12. Dezember 2003 – 19. Juli 2004 20. Juli 2004 – 5. Februar 2006     |
| Minister für Entwicklung von Arbeitskräften                      | Liza Frulla Ken Dryden           | 12. Dezember 2003 – 19. Juli 2004 20. Juli 2004 – 4. Oktober 2005     |
| Minister für Entwicklung von Arbeitskräften und Fähigkeiten      | Belinda Stronach                 | 5. Oktober 2005 – 5. Februar 2006                                     |
| Minister für soziale Entwicklung                                 | Ken Dryden                       | 5. Oktober 2005 – 5. Februar 2006                                     |
| Minister für öffentliche Sicherheit und Notfallbereitschaft      | Anne McLellan                    | 4. April 2005 – 5. Februar 2006                                       |
| Minister für internationale Kooperation                          | Aileen Carroll                   | 12. Dezember 2003 – 5. Februar 2006                                   |
| Minister für staatliche Bauvorhaben und öffentlichen Dienst      | Stephen Owen Scott Brison        | 12. Dezember 2003 – 19. Juli 2004 20. Juli 2004 – 5. Februar 2006     |
| Minister für Staatsbürgerschaft und Einwanderung                 | Judy Sgro Joe Volpe              | 12. Dezember 2003 – 14. Januar 2005 15. Januar 2005 – 5. Februar 2006 |
| Minister für Indianerangelegenheiten und Entwicklung des Nordens | Andrew Mitchell Andy Scott       | 12. Dezember 2003 – 19. Juli 2004 20. Juli 2004 – 5. Februar 2006     |
| Minister für das atlantische Kanada                              | Joseph McGuire                   | 12. Dezember 2003 – 5. Februar 2006                                   |
| Minister für wirtschaftliche Diversifikation des Westens         | Rey Pagtakhan Stephen Owen       | 12. Dezember 2003 – 19. Juli 2004 20. Juli 2004 – 5. Februar 2006     |
| Minister für die regionale Wirtschaftsentwicklung in Québec      | Jacques Saada                    | 5. Oktober 2005 – 5. Februar 2006                                     |
| Minister für Veteranenangelegenheiten                            | John McCallum Albina Guarnieri   | 12. Dezember 2003 – 19. Juli 2004 20. Juli 2004 – 5. Februar 2006     |
| Beigeordneter Verteidigungsminister                              | Albina Guarnieri Mauril Bélanger | 12. Dezember 2003 – 19. Juli 2004 20. Juli 2004 – 5. Februar 2006     |
| Präsident des Schatzamtausschusses                               | Reginald Alcock                  | 12. Dezember 2003 – 5. Februar 2006                                   |
| Präsident des Kronrates                                          | Denis Coderre Lucienne Robillard | 12. Dezember 2003 – 19. Juli 2004 20. Juli 2004 – 5. Februar 2006     |
| Solicitor General                                                | Anne McLelan                     | 12. Dezember 2003 – 5. Februar 2006                                   |
| Fraktionsvorsitzender der Regierungspartei im Unterhaus          | Jacques Saada Tony Valeri        | 12. Dezember 2003 – 19. Juli 2004 20. Juli 2004 – 5. Februar 2006     |
| Vize-Fraktionsvorsitzender der Regierungspartei im Unterhaus     | Mauril Bélanger                  | 12. Dezember 2003 – 5. Februar 2006                                   |
| Fraktionsvorsitzender der Regierungspartei im Senat              | Jack Austin                      | 12. Dezember 2003 – 5. Februar 2006                                   |